# Đạo lý
Đạo lý, hay nguyên lý đạo đức, luân thường đạo lý, đạo làm người, nhân đạo, đạo nghĩa, nghĩa lý là những cái lẽ hợp với khuôn phép, đạo đức (moral) ở đời.

## Nội dung
Đạo làm người, hay Nhân đạo, luôn lấy các đức tính sau đây làm khuôn vàng, thước ngọc. Đó là 15 đức tính như: nhân, nghĩa, lễ, trí, tín (Ngũ thường), trung, hiếu, để, liêm, sỉ, trinh, và công, ngôn, dung, hạnh (Tứ đức) của Nho giáo.
1. NHÂN: là con người, hay lòng thương người, mà còn là lòng từ bi đối với vạn vật, và luôn quý trọng sự sống.
2. NGHĨA: là làm việc thuận theo lẽ phải, có trước có sau, có thủy có chung; và luôn không quên ơn người từng cưu mang hay giúp đỡ mình dù là một việc nhỏ nhất bằng tinh thần hay vật chất một cách chân chính. Ngoài ra, "nghĩa" còn có nghĩa là thấy người hoạn nạn, nguy hiểm, … thì tự nguyện giúp đỡ không điều kiện, chính là nghĩa cử cao đẹp vậy.
3. LỄ: là sự cung kính thật sự, biết vâng lời người bề trên một cách chân chính, nếu bề trên lỡ không làm vừa ý mình thì cũng không được vô phép, mà phải khéo léo, nhẹ nhàng trong lời nói, có được như vậy mới gọi là lễ độ.
4. TRÍ: là sự sáng suốt. Bởi vậy chữ "trí" được phân ra hai loại: * Trí tuệ: tức khôn ngoan (sage), * Trí xão: tức ranh ma (malin).
5. TÍN: là sự tin tưởng, còn gọi là uy tín hay tín nhiệm. Tuy nhiên, không nên nhẹ dạ cả tin. Chữ tín ở đây có nghĩa là: "khi ta hứa với ai điều gì, thì mình phải nhớ lời hứa ấy, và hãy gắng thực hiện cho bằng được", không nên hứa với ai điều chi rồi lại thất tín, đôi ba lần trở thành bội tín, hoặc tráo trở. Đó là một việc tội lỗi, trừ phi vì lẽ gì đó (quá bận rộn chẳng hạn) mà ta quên thì phải xin lỗi người và tái thực thi lời hứa ấy.
6. TRUNG: là sự trung thành, trung hòa, trung dung, hay trung thứ… có nghĩa là không thiên hữu, mà cũng chẳng thiên tả; không vì thế lực, giàu có mà phải a dua, nịnh bợ; không vì nghèo khó, thế cô mà lại xem coi thường, khinh rẽ. Thông thường chữ "trung" thường được dùng để nói đến: trung với tổ quốc, trung với thầy cô, trung với bạn bè, … và thành thật với mọi người, trừ phi đối với những kẻ ác độc, xấu xa thì giữ kín trong lòng đừng lộ ra cho họ biết, mà nguy hiểm đến mình.
7. HIẾU: là sự hiếu thảo đối ông bà, cha mẹ của cuộc đời thường, nếu là người có Đạo (hay có tín ngưỡng dân gian) thì phải luôn nhớ ơn hai Đấng CHA TRỜI * MẸ ĐẤT; ngoài ra còn nhớ ơn hai Đấng Cha * Mẹ sinh ra nòi giống của mình (dân tộc VN có Cha LẠC-LONG-QUÂN * Mẹ ÂU-CƠ).
8. ĐỄ: là cách thuận hòa, êm đẹp trong mối quan hệ giữa anh chị em, hoặc bạn bè hay đối tác … để có kết quả thơm thảo với nhau. Từ việc cá nhân, gia đình, đến xã hội, quốc gia dân tộc đều phải nên thuận thảo với nhau, gọi là đoàn kết, tiến đến đại đoàn kết thì mới có được sức mạnh tổng hợp đi đến thành công, rồi đại thành công, tức là nhờ sự thuận thảo (không đối nghịch) vậy.
9. LIÊM: là không tham lam, là trong sạch, của phi nghĩa không dùng, tuyệt đối không buôn bán, tàng trữ, hay bao che cho những kẻ xấu làm điều phi pháp dù việc đó có siêu lợi nhuận. Lợi lộc nào mà do chính sức lao động của mình làm nên thì xứng đáng được thụ hưởng; ngược lại tài sản do người khác làm nên mà chiếm đoạt là kẻ bất lương, thì làm sao liêm chính, liêm khiết được.
10. SỈ: là sự tự trọng, nếu lỡ làm việc gì sai thì phải nhận lỗi và biết phục thiện, có nghĩa là không tái phạm việc lỗi ấy nữa. Nếu không biết tự trọng tức là không biết xấu hổ. Trong đời sống xã hội, cũng có hạng người có lỗi, hoặc có tội nhưng vẫn cố ý, không ăn năn, hối cãi mà còn đổ trút việc xấu xa hoặc phi pháp cho người khác. Đó là loại gian ác vô liêm sỉ vậy.
11. TRINH: là sự trong trắng, là trinh tiết. Phụ nữ có chồng thì phải tùng chồng, nếu chồng có bận việc nước non, hoặc đi làm ở phương xa thì người vợ phải giữ gìn ý tứ, nết na, còn gọi là băng trinh.
12. CÔNG: tức là việc làm, mà hễ muốn có việc làm ổn định thì phải có nghề nghiệp chuyên môn. Có làm được như vậy thì năng suất lao động của mình bỏ ra là quí giá, nhất là về phương diện thời gian và tài chính, sẽ không ỷ lại vào tài sản, của cải của người khác. Và chỉ có kẻ không chịu khó làm việc, ngồi mát ăn bát vàng hay ăn không ngồi rồi, chính là kẻ xấu, bọn bất lương vậy.
13. NGÔN: là lời nói, khi mở miệng ra thì người thương kẻ mến, có nghĩa là khi muốn nói một câu gì thì phải cân nhắc, kỹ lưỡng, tránh mất lòng người khác; ngoại trừ những kẻ xô bồ, không biết nghe lời hay lẽ phải.
14. DUNG: là nét đẹp. Làm đẹp (trang điểm, ăn mặc, …) một cách nhẹ nhàng khi tiếp xúc với mọi người là tôn trọng chính mình, tức dung nhan tự nhiên, có nghĩa không diêm dúa, lố lăng, lãng phí, là dung vậy.
15. HẠNH: tức là nết na, hễ dung là nét đẹp ở bên ngoài thì hạnh là cái nết tốt ẩn bên trong. Có câu: "cái nết đánh chết cái đẹp", nghĩa là có người ngoại hình thật là diễm kiều, lộng lẫy nhưng tánh nết không đàng hoàng, thì cái đẹp ấy vẫn không có giá trị, đó là trơ trẽn. Về chữ "hạnh" còn có lời lẽ mang tính giáo dục cao như: * "Ăn coi nồi, ngồi coi hướng", * hay "Ngoại mạo bất cầu như mỹ ngọc, tâm trung thường thủ tự kiên kim", … chữ tâm ở đây có nghĩa như chữ hạnh vậy.